# Julius Beresford
Julius Beresford, nato Julius Wiszniewski (Shoreham, 18 luglio 1868 – Goring-on-Thames, 29 settembre 1959), è stato un canottiere britannico.

## Palmarès
- Giochi olimpici

Stoccolma 1912: argento nel quattro con.